# Granlav
Granlav (Vulpicida pinastri) är en lavart som först beskrevs av Giovanni Antonio Scopoli, och fick sitt nu gällande namn av Jan-Eric Mattsson och Ming-Jou Lai. Granlav ingår i släktet Vulpicida och familjen Parmeliaceae.  Arten är reproducerande i Sverige. Inga underarter finns listade i Catalogue of Life.

## Utbredning
Granlaven förekommer i Europa, Asien och Nordamerika, och återfinns över hela Sverige.

## Habitat
Granlaven växer oftast på bark av björk eller på en eller andra barrväxter, men återfinns ibland även på ved eller sten.